# Casa Vella de la Rodonella
La Casa Vella de la Rodonella és una obra del municipi de Cercs (Berguedà) inclosa en l'Inventari del Patrimoni Arquitectònic de Catalunya.

## Descripció
Es tracta d'un edifici integrat en nucli urbà de planta baixa, un pis i golfes. Té obertures orientades a migdia i llevant, aquestes són petites i distribuïdes irregularment en els plans de façana. Té un afegit lateral mitjançant galeria oberta i tancament en ferro de forja. Contraforts a ambdues bandes de l'element. Aparell de pedra mitjana unida amb morter i arrebossada. Restes d'aprofitaments de tàpia. Teulada a dues aigües i carener perpendicular a la façana principal. Conserva elements originals en fusta i reforços d'ampliacions més moderns fets amb obra vista. Modificacions a la part posterior amb reconversió de la paret en espai d'aprofitament públic (banc i font).

## Història
L'edifici, que es pot datar de la primera meitat del segle xix, ha tingut ampliacions i modificacions considerables. Al seu voltant va créixer en la primera meitat del segle XX la barriada d'obrers miners de la Rodonella. En l'actualitat l'edifici és propietat municipal i resta deshabitada.